# Bruchus brachialis
Bruchus brachialis is een keversoort uit de familie bladkevers (Chrysomelidae). De wetenschappelijke naam van de soort werd in 1839 gepubliceerd door Olof Immanuel Fåhræus.